# NGC 3735
NGC 3735 ist eine Spiralgalaxie vom Hubble-Typ Sc im Sternbild Drache am Nordsternhimmel. Sie ist schätzungsweise 126 Millionen Lichtjahre von der Milchstraße entfernt. Gemeinsam mit zwei weiteren Galaxien bildet sie die NGC 3735-Gruppe oder LGG 240.
Das Objekt wurde am 7. Dezember 1801 von Wilhelm Herschel entdeckt.

## NGC 3735-Gruppe (LGG 240)
| Galaxie   | Alternativname | Entfernung/Mio. Lj |
| --------- | -------------- | ------------------ |
| NGC 3735  | PGC 35869      | 126                |
| PGC 35767 | UGC 6552       | 131                |
| PGC 36542 | UGC 6771       | 126                |